# ドタンチ親子
『ドタンチ親子』（ドタンチおやこ）は、1967年5月3日から同年11月1日までTBS系列局で放送されていた朝日放送製作の公開コメディ番組である。サンスターシオノギ（サンスター歯磨＝現・サンスター）の一社提供。全26回。放送時間は毎週水曜 19:30 - 20:00 （日本標準時）。

## 概要
マイホームを夢見る団地住まいのやもめサラリーマン・長井一正とその一人娘・伸子の情愛を中心に描いたホームコメディ。同じく朝日放送製作の『スチャラカ社員』に出演していた長門勇と白木みのるが主役を務めていた。
この番組は漫画家のカマ太郎によってコミカライズされており、現代芸術社の漫画雑誌『少年現代』1967年8月号（創刊号）と同年9月号に掲載された。しかし、『少年現代』が2号で廃刊になり、現代芸術社自体も経営不能に陥ったため、コミカライズ版は未完のまま終了した。

## 出演者
- 長井一正：長門勇
- 長井伸子：白木みのる
- 伸子の先生：ジェリー藤尾
- 伴社長：伴淳三郎
- 一正の同僚：漫画トリオ
- 桂京子
- 佐々十郎
- 桜京美
- 人見明
- Wけんじ
- 花菱アチャコ
- ほか

## スタッフ
- 脚本：塚田茂
- 演出：澤田隆治

## サブタイトル
サブタイトルは全話「パパ〜」で統一。
| 回                | 放送日   | サブタイトル       |
| ----------------- | -------- | ------------------ |
| 1                 | 5月3日   | パパ叱らないで     |
| 2                 | 5月10日  | パパしっかり       |
| 3                 | 5月17日  | パパあわてないで   |
| 4                 | 5月24日  | パパ大好き         |
| 5                 | 5月31日  | パパお願い         |
| 6                 | 6月7日   | パパどないしよう   |
| 7                 | 6月14日  | パパ泣かないで     |
| 8                 | 6月21日  | パパ書くわよ       |
| 9                 | 6月28日  | パパ買ってよ       |
| 10                | 7月5日   | パパやめないで     |
| 11                | 7月12日  | パパ淋しいの       |
| 12                | 7月19日  | パパよかったね     |
| （7月26日は休止） |          |                    |
| 13                | 8月2日   | パパたのしいね     |
| 14                | 8月9日   | パパいやねえ       |
| 15                | 8月16日  | パパ帰ろうよ       |
| 16                | 8月23日  | パパ怖いよう       |
| 17                | 8月30日  | パパもうかったね   |
| 18                | 9月6日   | パパご苦労さん     |
| 19                | 9月13日  | パパ親切ね         |
| 20                | 9月20日  | パパ吹っとぶわよ   |
| 21                | 9月27日  | パパあらエッサッサ |
| 22                | 10月4日  | パパ体をきたえよう |
| 23                | 10月11日 | パパ歌おうよ       |
| 24                | 10月18日 | パパ故郷へかえる   |
| 25                | 10月25日 | パパ映画に出ようよ |
| 26                | 11月1日  | パパお別れね       |

（参考：1967年5月3日 - 同年11月1日各付けの「毎日新聞・縮刷版」ラジオ・テレビ欄）